# Serranía San Diablo
La Serranía San Diablo es pequeña cadena montañosa de Bolivia, en la región de la Chiquitania. Administrativamente está ubicada en los municipios de San José de Chiquitos y San Rafael de Velasco, en las provincias de Chiquitos y Velasco respectivamente, en el departamento de Santa Cruz. La cumbre más alta llega a una altitud de 802 m s. n. m..
La serranía tiene un clima de sabana y la temperatura promedio es de 23 °C. El mes más caluroso es octubre, el 28 °C, y el mayo más frío, con 20 °C. La precipitación media 1,528 milímetros al año. El mes más lluvioso es enero, con 229 milímetros de lluvia, y el más seco es agosto, con 3 milímetros.
Por la parte este de la serranía San Diablo pasa la Ruta 17, una carretera nacional que une las localidades de San Ignacio de Velasco y San José de Chiquitos. San Diablo se encuentra a 6 km al este de la Serranía San Lorenzo y a 11 km de las Lomas San Agustín.
Se ha establecido que en la serranía San Diablo se encuentra caolín.